# باولو ناغامورا
باولو ناغامورا (بالبرتغالية: Paulo Nagamura‏) (2 مارس 1983 ساو باولو البرازيل - ) هو لاعب كرة قدم برازيلي، يلعب كلاعب وسط.

## وصلات خارجية
باولو ناغامورا على موقع الدوري الأمريكي (الإنجليزية)
- باولو ناغامورا على موقع قاعدة بيانات كرة القدم.إي يو (الإنجليزية)
- باولو ناغامورا على موقع عالم كرة القدم.نت (الإنجليزية)
- باولو ناغامورا على موقع AS.com (الإسبانية)